# Mercedes (Formuła 1)
Mercedes – niemiecki zespół, konstruktor i dostawca silników Formuły 1, aktywny w latach 1954–1955 i od 2010 roku, po przejęciu Brawn GP. Mistrzami świata kierowców w barwach Mercedesa byli Juan Manuel Fangio, Nico Rosberg, Lewis Hamilton. Ponadto zespół zwyciężał ośmiokrotnie z rzędu w klasyfikacji konstruktorów (w sezonach 2014-2021), stając się jednym z najbardziej utytułowanych zespołów Formuły 1.

## Historia

### Grand Prix

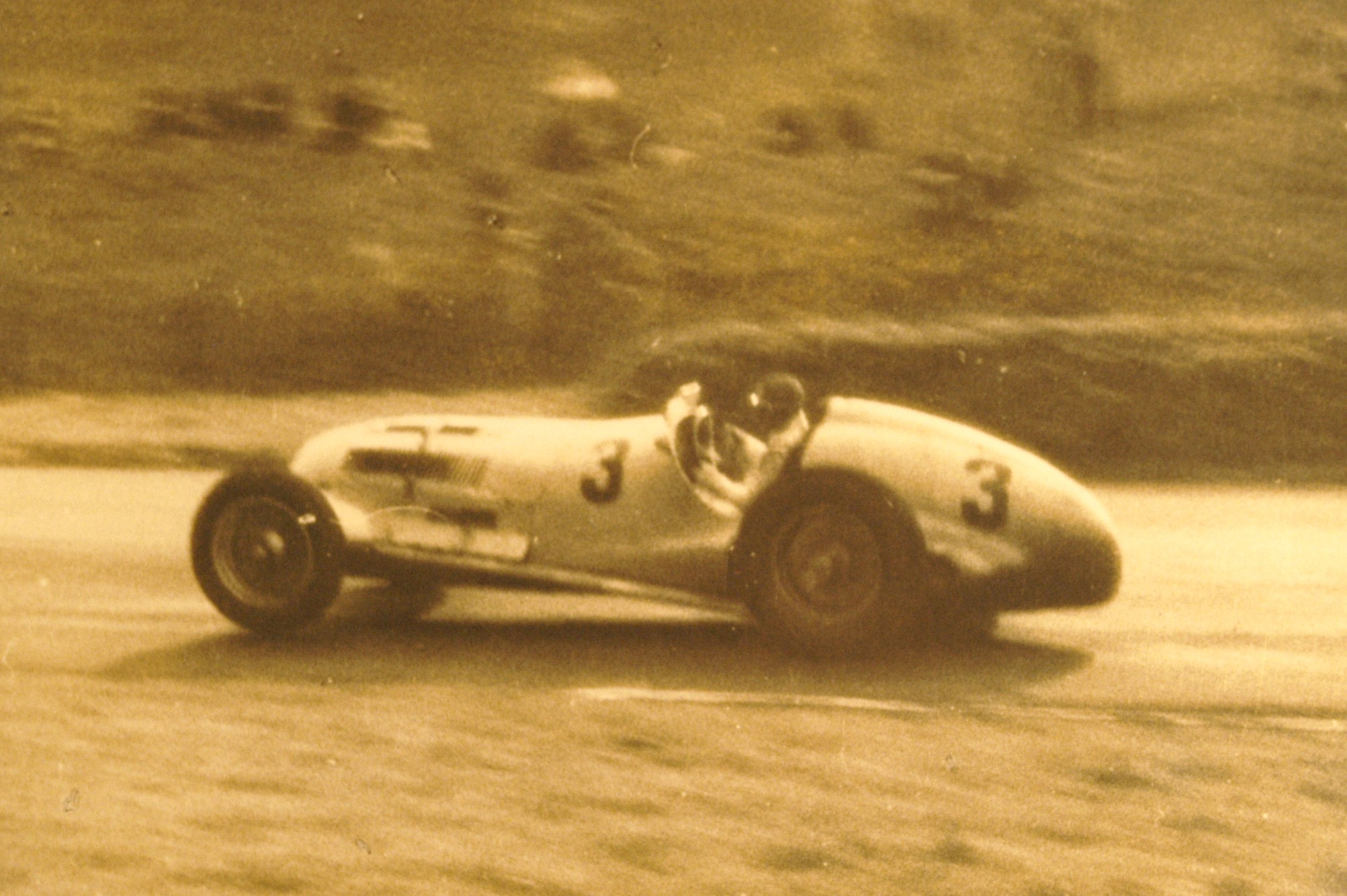
Manfred von Brauchitsch w Mercedesie W125 podczas Grand Prix Doningtonu 1937

Początki marki Mercedes w sporcie są ściśle związane z osobą Emila Jellinka, który zamówił w firmie Daimler serię 36 samochodów wyścigowych, nazwanych przezeń Mercedes 35 PS. Pojazdem marki Mercedes Camille Jenatzy wygrał w 1903 roku Puchar Gordona Bennetta. W 1906 roku Mercedes wystawił fabryczny zespół na Grand Prix Francji, który tworzyli Jenatzy, Vincenzo Florio i Mariaux. Na Grand Prix Francji 1908 Mercedes przygotował nowe samochody z silnikami o pojemności 12,8 litra dla Willy Pögego i Christiana Lautenschlagera, który wygrał te zawody. W 1911 roku Ralph DePalma był drugi w Pucharze Vanderbilta, a rok później wygrał puchar. Po wyprodukowaniu nowego samochodu z silnikiem 4,5 litra Mercedes zdominował Grand Prix Francji 1914, które zwyciężył Lautenschlager przed Louisem Wagnerem i Otto Salzerem. W 1915 roku za sprawą DePalmy Mercedes zwyciężył wyścig Indianapolis 500.
Ze względu na przegraną Niemców w I wojnie światowej Mercedes nie był w stanie powrócić do wyścigów aż do 1922 roku, kiedy to Giulio Masetti wygrał przedwojennym egzemplarzem wyścig Targa Florio. W latach 1923–1924 Mercedes wystawiał swoje samochody w Indianapolis 500 i wyścigach Grand Prix, z czego zrezygnował do śmiertelnym wypadku Louisa Zborowskiego w Grand Prix Włoch 1924. Po połączeniu się z Daimlerem i utworzeniu w 1926 roku nowej marki Mercedes-Benz, nowy prezes Wilhelm Kissel zatrudnił Alfreda Neubauera na stanowisko dyrektora działu wyścigowego. Początkowo firma korzystała z modelu SSK, który uczestniczył m.in. w wyścigu 24h Le Mans i którym Rudolf Caracciola wygrał w 1931 roku Grand Prix Niemiec i Avusrennen.
W 1933 roku Hans Niebel otrzymał zlecenie zaprojektowania nowego samochodu Grand Prix, czego efektem był model W25. Ten samochód wygrał w swoim debiucie, co miało miejsce w Eifelrennen w 1934 roku. W tamtym sezonie Mercedes zwyciężył ponadto w Grand Prix Włoch i Grand Prix Hiszpanii. W sezonie 1935 rywalizujący Mercedesami Rudolf Caracciola i Luigi Fagioli wygrali łącznie dziesięć wyścigów, a mistrzostwo Europy zdobył wówczas Caracciola. W 1937 roku Caracciola za sprawą zaprojektowanego przez Rudolfa Uhlenhauta modelu W125 zdominował sezon. Niemiec zdobył mistrzostwo również w sezonie 1938, rywalizując modelem W154.

### Formuła 1

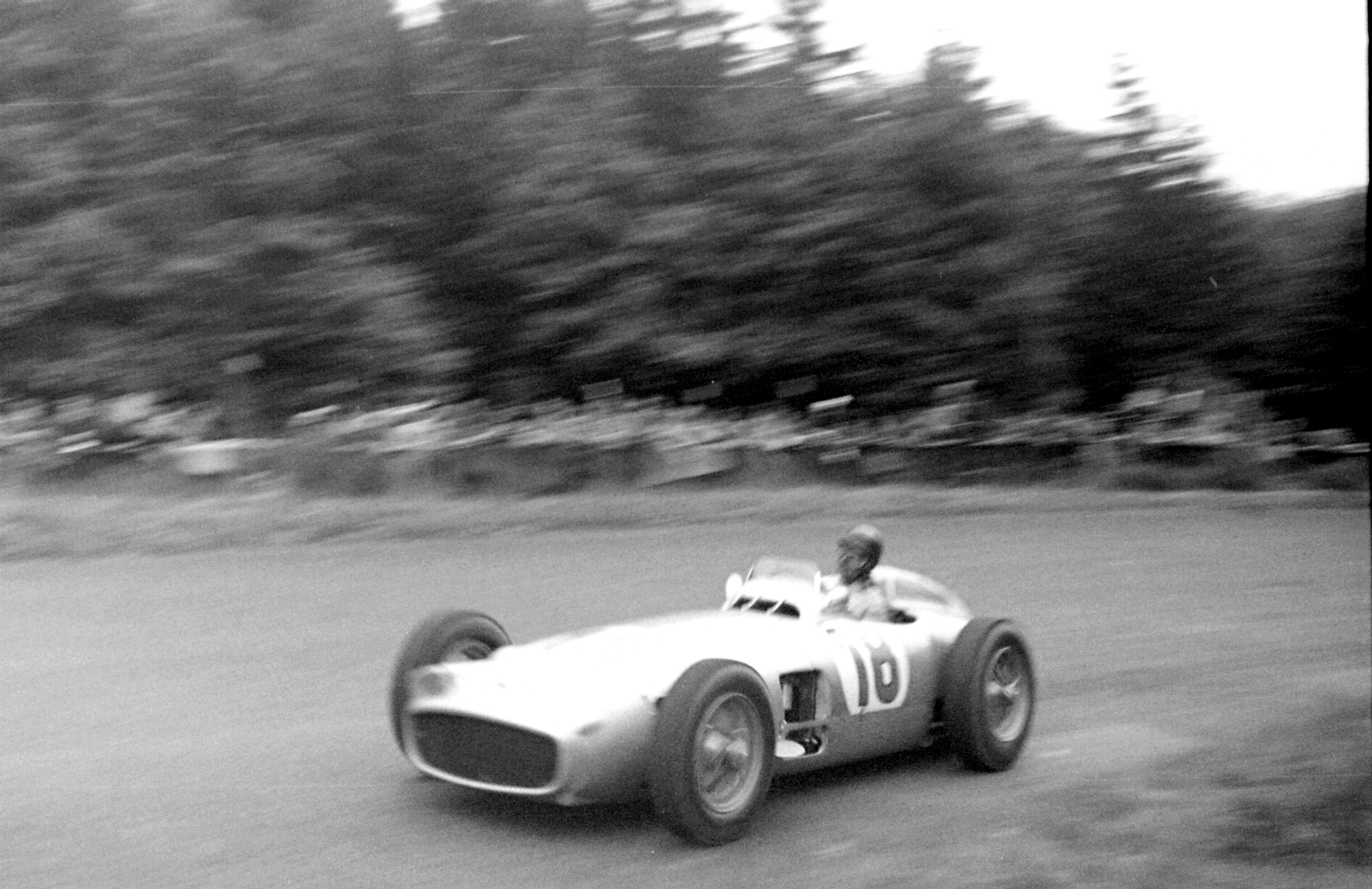
Juan Manuel Fangio w Mercedesie W196 podczas Grand Prix Niemiec 1954

Po zakończeniu II wojny światowej Mercedes stracił większość fabryk. Mimo to w 1951 roku Neubauer wystawił trzy przedwojenne samochody w wyścigach Formuły Libre w Argentynie. Zachęcony nowymi przepisami Formuły 1 ograniczającymi pojemność silnika do 2,5 litra, Neubauer zatrudnił mistrza świata Juana Manuela Fangio i wystawił trzy Mercedesy W196 na Grand Prix Francji 1954. Mercedes odniósł podwójne zwycięstwo w debiucie, ponieważ ten wyścig wygrał Fangio przed Karlem Klingiem. Ponadto w sezonie 1954 Fangio wygrał jeszcze trzy inne wyścigi i zdobył tytuł mistrzowski. W roku 1955 nowym kierowcą zespołu został Stirling Moss. Swój trzeci tytuł zdobył wówczas Fangio, wygrywając cztery wyścigi, zaś wicemistrzem został Moss. Jednakże po tragedii w wyścigu 24h Le Mans, w wyniku której zginęło ponad 80 osób, Mercedes wycofał się ze sportów motorowych.
W latach 1954–1955 Mercedes uczestniczył w dwunastu wyścigach, z czego wygrał dziewięć.

### Powrót do Formuły 1

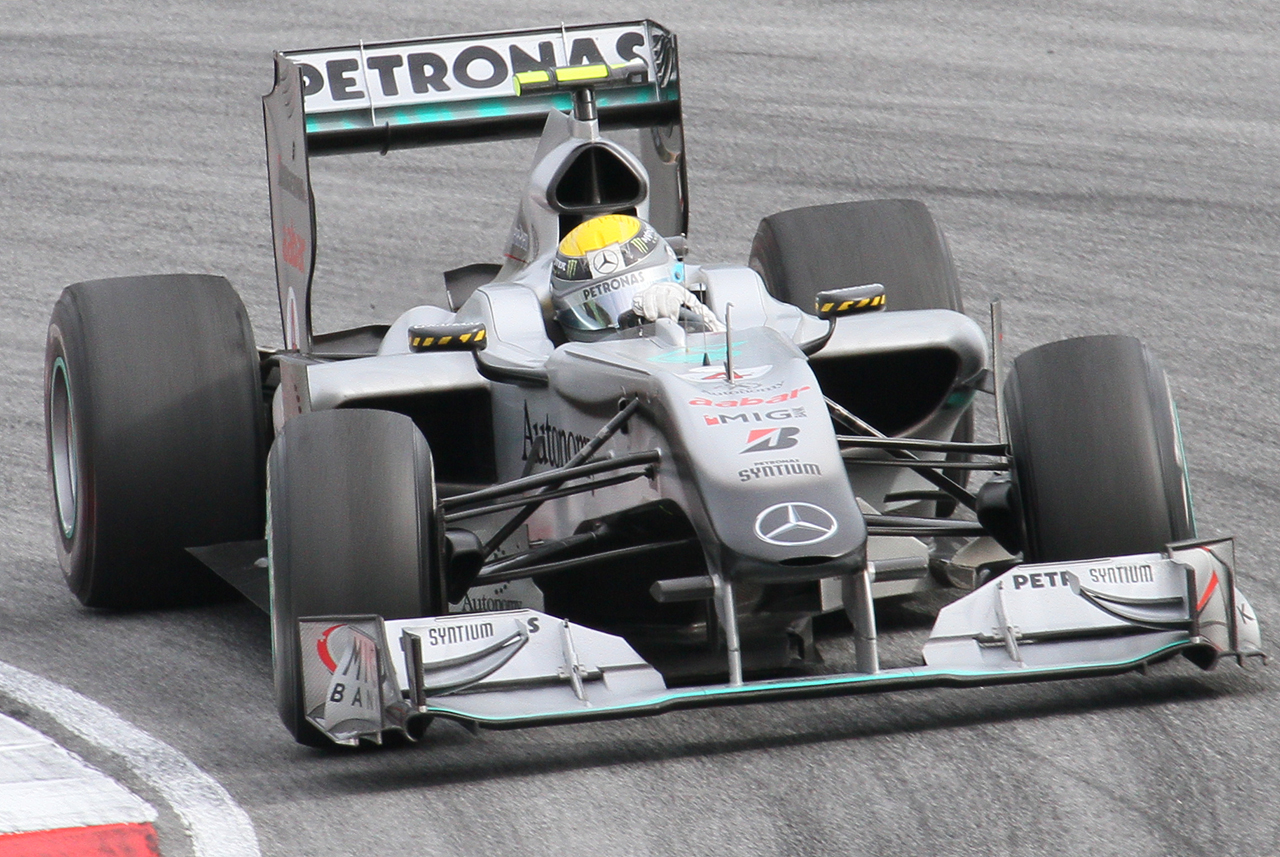
Nico Rosberg w Mercedesie MGP W01 podczas Grand Prix Malezji 2010

W listopadzie 2009 roku Mercedes ogłosił powrót do Formuły 1 po wykupieniu wspólnie z Aabar Investments 75,1% udziałów w Brawn GP. Tytularnym sponsorem zespołu został Petronas, a jego szefem pozostał Ross Brawn. Kierowcami zostali Nico Rosberg z Williamsa oraz powracający do Formuły 1 po przerwie Michael Schumacher. Z uwagi na brak rozwoju w sezonie 2009, model MGP W01 nie okazał się tak udany, jak jego poprzednik. W 2010 roku Mercedes zajął czwarte miejsce w klasyfikacji konstruktorów, wyraźnie ustępując Red Bullowi, McLarenowi i Ferrari. Co więcej, charakterystyka pojazdu nie odpowiadała Schumacherowi, który został zdominowany przez Rosberga. W sezonie Rosberg zdobył trzy podia i prawie dwa razy więcej punktów od Schumachera. Pod koniec roku Mercedes wykupił od Rossa Brawna pozostałe udziały w zespole. W sezonie 2011 Mercedes wciąż nie był w stanie nawiązać walki z czołowymi trzema zespołami, ponadto jego kierowcy nie zdobyli wówczas żadnego podium.
Przed startem sezonu 2012 kontrowersyjnym elementem stał się tylny spojler modelu F1 W03, bezskutecznie oprotestowany przez Red Bulla i Lotusa. Tym samochodem Rosberg wygrał Grand Prix Chin, co było pierwszym zwycięstwem Mercedesa w Formule 1 od 1955 roku. Brak regularności spowodował jednak, iż Mercedes zajął piąte miejsce w klasyfikacji. W trakcie sezonu Schumacher ogłosił zakończenie kariery. Miejsce Niemca w Mercedesie zajął Lewis Hamilton.
Przed sezonem 2013 w zespole doszło do wielu zmian personalnych. Jeszcze w 2011 roku nowymi pracownikami Mercedesa zostali projektanci: Aldo Costa i Geoff Willis, a na początku 2013 roku Toto Wolff zastąpił długoletniego pracownika Mercedesa, Norberta Hauga. Mercedes F1 W04 okazał się konstrukcją bardziej udaną od poprzednich. Rosberg i Hamilton wywalczyli tym pojazdem trzy zwycięstwa i dziewięć podiów, a Mercedes zdobył wicemistrzostwo konstruktorów, ulegając jedynie Red Bullowi. Pod koniec sezonu Brawn opuścił zespół, a role kierownicze objęli w Mercedesie Toto Wolff i Paddy Lowe.

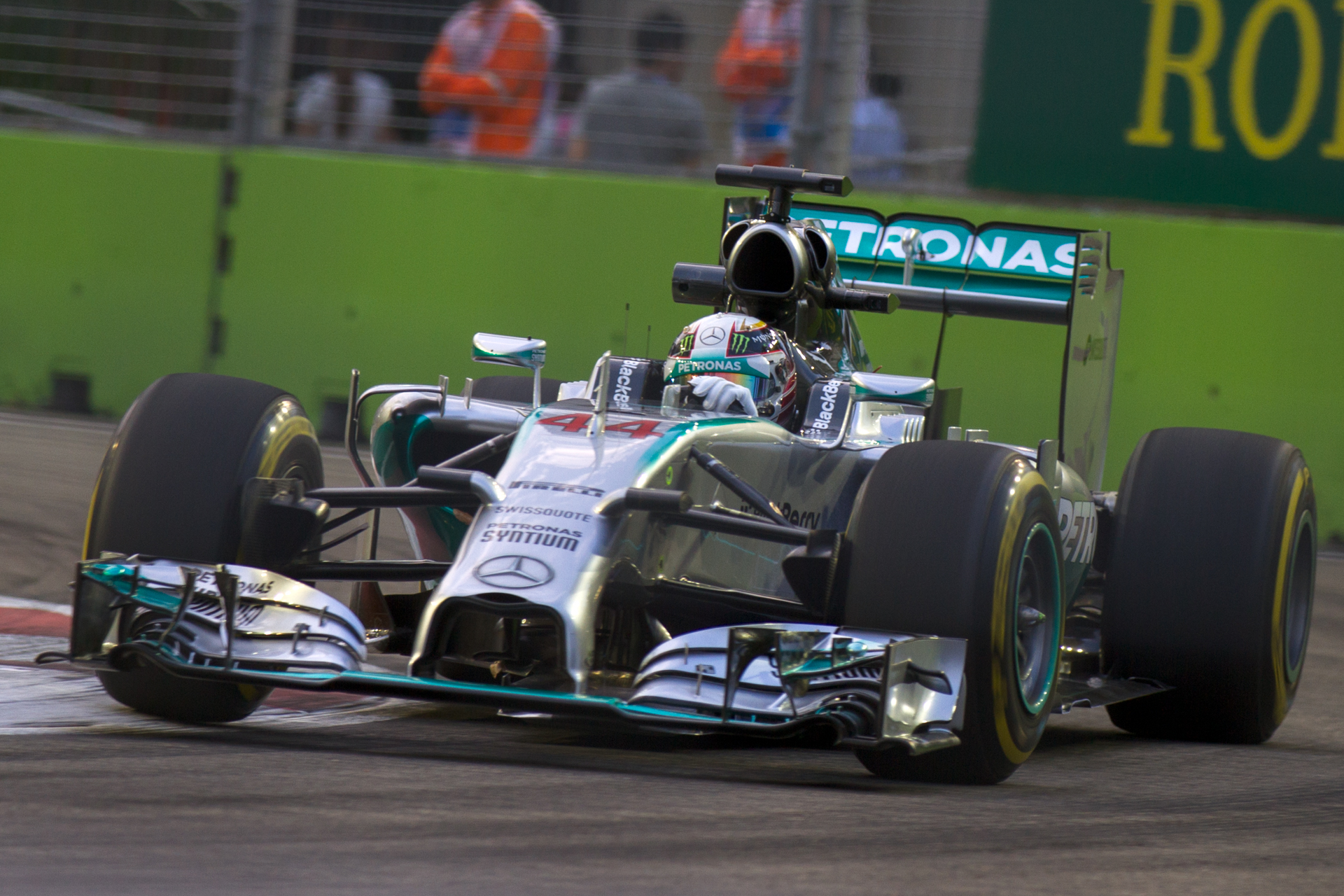
Lewis Hamilton w Mercedesie F1 W05 Hybrid podczas Grand Prix Singapuru 2014

Przepisy na sezon 2014 znosiły wolnossące silniki 2,4 litra na rzecz turbodoładowanych hybrydowych jednostek o pojemności 1,6 litra. Najlepszym samochodem w tych okolicznościach okazał się Mercedes F1 W05 Hybrid, który zdominował mistrzostwa. Hamilton wygrał jedenaście wyścigów, a Rosberg pięć. Brytyjczyk zdobył swój drugi tytuł w klasyfikacji kierowców, zaś Mercedes – pierwszy w klasyfikacji konstruktorów. Oparty na F1 W05 model W06 Hybrid również był wyraźnie najszybszym samochodem sezonu 2015, a Hamilton i Rosberg wygrali wówczas łącznie szesnaście wyścigów. W 2016 roku Mercedes ponownie był najszybszym samochodem, ustanawiając takie rekordy Formuły, jak najwięcej zwycięstw, pole positions, podiów i punktów w sezonie. Mistrzostwo w klasyfikacji kierowców zdobył Nico Rosberg, który pięć dni po tym sukcesie zakończył karierę. Jego miejsce w Mercedesie zajął Valtteri Bottas.
W sezonie 2017 doszło do wielu zmian w aerodynamice samochodów, mających na celu ich przyspieszenie. W tych warunkach czwarte mistrzostwo z rzędu w klasyfikacji konstruktorów zdobył Mercedes. Ponadto mistrzem świata został Lewis Hamilton, który dziewięciokrotnie zwyciężył. Najpoważniejszym konkurentem Hamiltona był wówczas jednak Sebastian Vettel z Ferrari, który stracił do Brytyjczyka 46 punktów. Bottas zajął trzecie miejsce w klasyfikacji. Rok później Hamilton zdobył kolejny tytuł, wygrywając jedenaście wyścigów. Bottas nie zdołał jednak wygrać ani razu i zajął piąte miejsce w klasyfikacji. W sezonie 2019 mistrzem świata został Hamilton, a drugie miejsce w klasyfikacji zajął Bottas; kierowcy ci wygrali wówczas łącznie piętnaście wyścigów. W używanym w sezonie 2020 modelu F1 W11 EQ Performance zastosowany został innowacyjny system DAS. Hamilton ponownie zdobył tytuł mistrza świata, a Bottas zakończył sezon na drugim miejscu. Ponadto w trakcie sezonu w Mercedesie zadebiutował George Russell, który zastąpił Hamiltona w Grand Prix Sakhiru.

#### Odejście Hamiltona
Lewis Hamilton, wieloletni kierowca zespołu Mercedes, przeszedł do Ferrari na sezon 2025. Jego decyzja była zaskoczeniem dla fanów, ale Hamilton uzasadnił ją chęcią nowych wyzwań oraz zakończeniem pewnego etapu w karierze. Debiutując w barwach Ferrari, Lewis zaprezentował nowy projekt kasku, podkreślając swoje zaangażowanie w nowy zespół.
Mercedes ogłosił, że jego miejsce zajmie 18-letni Kimi Antonelli, obiecujący młody talent z Włoch. Antonelli, który odnosił sukcesy w juniorskich seriach wyścigowych, w tym w Formule 2, dołączy do zespołu w sezonie 2025, u boku doświadczonego George'a Russella.

#### Wyniki Mercedesa w 2024 roku
Sezon 2024 okazał się trudny dla Mercedesa. Zespół uplasował się poza podium w klasyfikacji kierowców i konstruktorów:
- George Russell zdobył 245 punktów, kończąc sezon na 6. miejscu.
- Zespół Mercedes zmagał się z technicznymi wyzwaniami i nie zdołał dogonić dominujących Red Bulla oraz McLarena[26].

#### Przyszłość Mercedesa
Na sezon 2025 Mercedes zmienia swoje podejście do testów przedsezonowych. Po raz pierwszy zamiast Silverstone, nowy bolid W16 będzie testowany w Bahrajnie. Jest to krok w kierunku dostosowania się do globalnych warunków wyścigowych, ale może także wskazywać na nowe strategie techniczne.

### Dostawca silników
W 1992 roku Mercedes zlecił firmie Ilmor zaprojektowanie silnika dla debiutującego w Formule 1 Saubera. Jednostka, oficjalnie nazwana „Sauber”, okazała się udana i w 1994 Mercedes oficjalnie wszedł do sportu jako dostawca silników Saubera, zakupując również część udziałów w Ilmorze. W 1995 roku Mercedes nawiązał długoletnie partnerstwo z McLarenem. Zwycięstwo Davida Coultharda w Grand Prix Australii 1997 było pierwszym triumfem Mercedesa jako dostawcy silników. W latach 1998–1999 Mika Häkkinen zdobył tytuł mistrza świata kierowców, a w 1998 roku McLaren został także mistrzem konstruktorów. W 2005 roku Mercedes przejął pełną kontrolę nad firmą Ilmor. W 2008 tytuł mistrza świata zdobył ścigający się samochodem McLaren-Mercedes Lewis Hamilton, a 2009 rok później tytuły zdobyli Jenson Button i Brawn-Mercedes.

## Wyniki w Formule 1
Źródło: Wyprzedź Mnie!
| Sezon                                                                     | Nazwa                            | Samochód              | Silnik                              | Opony | Kierowcy                                                                            | Punkty | Msc. |
| ------------------------------------------------------------------------- | -------------------------------- | --------------------- | ----------------------------------- | ----- | ----------------------------------------------------------------------------------- | ------ | ---- |
| 1954                                                                      | Daimler-Benz AG                  | W196 W196R            | Mercedes M196 2.5 R8                | C     | Juan Manuel Fangio Karl Kling Hans Herrmann Hermann Lang                            | —      | —    |
| 1955                                                                      | Daimler-Benz AG                  | W196 W196R            | Mercedes M196 2.5 R8                | C     | Juan Manuel Fangio Karl Kling Hans Herrmann Stirling Moss André Simon Piero Taruffi | —      | —    |
| W sezonach 1956-2009 Mercedes nie występował jako konstuktor w Formule 1. |                                  |                       |                                     |       |                                                                                     |        |      |
| 2010                                                                      | Mercedes GP Petronas F1 Team     | MGP W01               | Mercedes FO108X 2.4 V8              | B     | Michael Schumacher Nico Rosberg                                                     | 214    | 4    |
| 2011                                                                      | Mercedes GP Petronas F1 Team     | MGP W02               | Mercedes FO108Y 2.4 V8              | P     | Michael Schumacher Nico Rosberg                                                     | 165    | 4    |
| 2012                                                                      | Mercedes AMG Petronas F1 Team    | F1 W03                | Mercedes FO108Z 2.4 V8              | P     | Michael Schumacher Nico Rosberg                                                     | 142    | 5    |
| 2013                                                                      | Mercedes AMG Petronas F1 Team    | F1 W04                | Mercedes FO108F 2.4 V8              | P     | Nico Rosberg Lewis Hamilton                                                         | 360    | 2    |
| 2014                                                                      | Mercedes AMG Petronas F1 Team    | F1 W05 Hybrid         | Mercedes PU106A Hybrid 1.6 V6T      | P     | Nico Rosberg Lewis Hamilton                                                         | 701    | 1    |
| 2015                                                                      | Mercedes AMG Petronas F1 Team    | F1 W06 Hybrid         | Mercedes PU106A Hybrid 1.6 V6T      | P     | Nico Rosberg Lewis Hamilton                                                         | 703    | 1    |
| 2016                                                                      | Mercedes AMG Petronas F1 Team    | W07 Hybrid            | Mercedes PU106C Hybrid 1.6 V6T      | P     | Nico Rosberg Lewis Hamilton                                                         | 765    | 1    |
| 2017                                                                      | Mercedes AMG Petronas Motorsport | F1 W08 EQ Power+      | Mercedes M08 EQ Power+ 1.6 V6T      | P     | Lewis Hamilton Valtteri Bottas                                                      | 668    | 1    |
| 2018                                                                      | Mercedes AMG Petronas Motorsport | F1 W09 EQ Power+      | Mercedes M09 EQ Power+ 1.6 V6T      | P     | Lewis Hamilton Valtteri Bottas                                                      | 655    | 1    |
| 2019                                                                      | Mercedes AMG Petronas Motorsport | F1 W10 EQ Power+      | Mercedes M10 EQ Power+ 1.6 V6T      | P     | Lewis Hamilton Valtteri Bottas                                                      | 739    | 1    |
| 2020                                                                      | Mercedes AMG Petronas F1 Team    | F1 W11 EQ Performance | Mercedes M11 EQ Performance 1.6 V6T | P     | Lewis Hamilton George Russell Valtteri Bottas                                       | 573    | 1    |
| 2021                                                                      | Mercedes AMG Petronas F1 Team    | F1 W12 E Performance  | Mercedes M12 E Performance V6T      | P     | Lewis Hamilton Valtteri Bottas                                                      | 613,5  | 1    |
| 2022                                                                      | Mercedes AMG Petronas F1 Team    | F1 W13 E Performance  | Mercedes M13 E Performance V6T      | P     | Lewis Hamilton George Russell                                                       | 515    | 3    |
| 2023                                                                      | Mercedes AMG Petronas F1 Team    | F1 W14 E Performance  | Mercedes M14 E Performance V6T      | P     | Lewis Hamilton George Russell                                                       | 409    | 2    |